# Герб Беларуси
Герб Белару́си (бел. Герб Беларусі) — один из главных государственных символов Беларуси наряду с флагом и гимном. Заменил предыдущий герб «Погоня» 7 июня 1995 года по результатам референдума, прошедшего 14 мая того же года. За образец был принят герб Белорусской ССР, созданный в 1950 году Иваном Дубасовым.

## Описание
Государственный герб Республики Беларусь является символом государственного суверенитета Республики Беларусь. Он представляет собой размещенный в серебряном поле золотой контур Государственной границы Республики Беларусь, наложенный на золотые лучи восходящего над земным шаром солнца. Вверху поля находится пятиконечная красная звезда. Герб обрамлен венком из золотых колосьев, переплетенных справа цветками клевера, слева - цветками льна. Венок трижды перевит с каждой стороны красно-зеленой лентой, в средней части которой в основании Государственного герба Республики Беларусь в две строки начертаны золотом слова "Рэспубліка Беларусь".Закон Республики Беларусь «О государственных символах Республики Беларусь», 5 июля 2004 г. № 301-З

## История

### Предыстория
Использование вооружённого всадника в качестве эмблемы было широко распространено в Европе и встречается гораздо ранее появления литовского герба. Печатями со светским вооружённым всадником (без нимба) пользовались князья лютичей и бодричей, князья опольские (Одон I Великопольский, Казимир I Опольский, Земовит I Мазовецкий, Пшемысл I Познанский), Александр Невский, Дмитрий Донской и другие. Отмечается близость происхождения «Погони» и герба Московского, известного как «Ездец». При этом, по мнению геральдиста Сергея Рассадина, литовский и московский гербы формировались самостоятельно, хотя и взаимно влияли друг на друга.

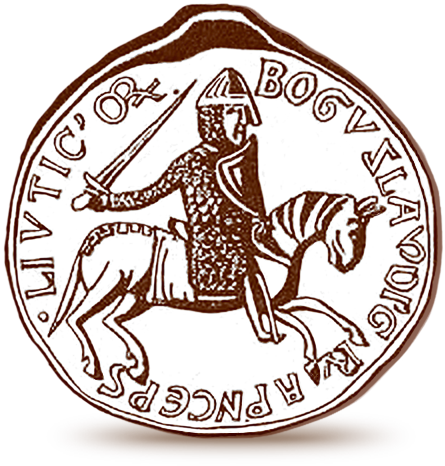
Печать Богуслава I, князя лютичей, 1170 год
Печать Николая, соправителя бодричей, 1189 год
Печать Казимира I Опольского, 1226 год
Печать[7]Александра Невского (лицевая сторона) с изображением самого князя в виде всадника. После 1236 года[8][9]
Печать Дмитрия Донского, XIV век

### Герб Великого княжества Литовского
Средневековый польский историк Матей Стрыйковский полагал, что герб Погоня имеет древнерусские корни:

Ордевил, князь литовский, во время нашествия татар и по убиении князей русских, вышел из лесов, и не только от древнего подданства русским князьям отрёкся и дани не давал, но и с войной, вооружась, пошёл на Русь. И придя, видя Новград, где жили князи русские, Пинск и другие опустошёнными и от разорения татарского оставленными, воссоздал города эти и стал писаться князем русским и литовским, и герб русский, ездока с саблею, до сих пор употребляют.

Сын Гедимина Наримунт имел печать с «Погоней». Об этом в летописи говорится так:

Той Наримонт мел герб, або клейнот, рицерства своего таковый: в гербе муж збройный, на коню белом, в полю червоном, мечь голый, яко бы кого гонячи держал над головою, и есть оттоля названый «погоня».

Историк Магдолна Агоштон отмечала:

Означенная печать является первой из известных в ряду княжеских печатей литовско-русских князей Гедиминова рода. С конца XIV в. после принятия литовским князем Ягайло Ольгердовичем католичества и избрания его на польский королевский трон изображение всадника стало считаться гербом великого князя литовского, а позднее всех Гедиминовичей. В начале XVI в. литовский герб получил название «Погоня».

К 1366 году относится документ с печатью Ольгерда, на которой изображён всадник с мечом. С конца XIV века всадник изображён на фоне геральдического щита — на печатях Ягайлы (1386, 1387) и Витовта (1401). Таким образом герб Великого княжества Литовского возник в результате геральдизации изображения вооружённого всадника с портретных печатей великих князей литовских Ягайло и Витовта.
Интересна тронная печать Витовта 1407 года с легендой: «Печать. Александр, иначе Витовд — Великий князь Литвании, Руссии и иных». На ней кроме Погони присутствуют герб Трокского княжества, возвращённого в 1392 году Витовту, герб Волынского княжества, частично вошедшего в состав ВКЛ после 1392 года, и герб Смоленского княжества, которое в 1395 году было подчинено Витовтом.
Изначально гербовое изображение обозначало суверенитет великого князя и имело некоторые различия в элементах: у всадника мог отсутствовать щит, в щите могли быть помещены «колюмны» либо патриарший или лотарингский шестиконечный крест.
Основным атрибутом всадника на печатях обычно был меч. Однако встречается и копьё (печати Ягайло, Витовта, Скиргайло). На печатях Ягайло польского периода под копытами коня встречается дракон. Драконоборческий сюжет встречается на монетах внука Гедимина подольского князя Константина Кориатовича.
Первоначальное направление движение всадника вправо от зрителя. После того как в 1386 году Ягайло стал польским королём, направление изменилось и всадник изображается скачущим влево от зрителя. Вероятно это связано с принятием европейских геральдических традиций.
В первой половине XV века в княжестве сложились два типа герба «Погоня»: у Владислава Ягайло и его потомков — всадник с мечом и «Бойчай» (патриаршим крестом) на щите, а у Витовта и Сигизмунда Кейстутовичей — всадник с мечом и «Колюмнами». Угасание Кейстутовичей и продолжение ветви Ягайловичей предопределило окончательную победу в качестве государственного герба ВКЛ и династического герба Гедиминовичей всадника Владислава Ягайло. «Колюмны» остались на втором плане и в XVI веке выполняли роль второго, малого герба ВКЛ.
Вариант с шестиконечным крестом на щите изображён на надгробии Ягайлы. Наиболее вероятно, что шестиконечный крест, который со времени Кревской унии (1385) стал личным гербом Ягайло, а затем и династии Ягеллонов, был усвоен Ягайло от его жены Ядвиги. Ядвига была дочерью короля Венгрии Людовика Анжуйского, а шестиконечный крест был одним из геральдических символов Венгерского королевства. Вариант с «колюмнами», бывшими личным гербом князя Витовта, впервые встречается в гербовниках первой половины XV века Гербовнике Линцених и Кодексе Бергшамара. В них герб подписан Hertogne van lettouwen onde van rusen и Hertogne lettouwen, что говорит о том, что в то время название «Погоня» ещё не было закреплено за гербом. Нет этого названия и у Длугоша, описавшего хоругви войск Великого княжества Литовского в Грюнвальдской битве, большинство из которых имели «воина в доспехах, сидящего на белом, иногда чёрном, либо гнедом, либо пегом коне и потрясающего мечом в простертой руке, на красном поле». Устоявшееся название герба ВКЛ присутствует в Разделе 4 Артикула 10 Статута ВКЛ 1566 года: «Тежъ мы Господаръ даемъ подъ гербомъ того панства нашего Великого Князства Литовского, Погонею, печать до кождого повету».
Цвета герба не были закреплены, но чаще герб выглядел следующим образом: «В червленом поле серебряный всадник в латах над головой держит поднятый серебряный меч. У левого плеча всадника лазоревый щит с двойным золотым крестом. Сбруя коня, кожаные ремни, седло и короткая попона лазоревые». После Люблинской унии 1569 года цвета герба постепенно меняются: попона на коне становится красной, а ремни — жёлтыми. В конце XVI — начале XVII веков на главных городских воротах Вильны «Острая брама» появляется изображение «Погоня», где всадник держит красный щит с белым крестом.

Печати удельных князей
Печать Александра Глебовича, князя Смоленского, до 1313 года
Печать Наримунта Гедиминовича, князя Полоцкого, 1330 год
Печать Александра Михайловича, князя Псковского, 1331 год
Печать Александра Наримунтовича, князя Пинского, до 1350 года
Печать Корибута, князя Новгород-Северского, 1383(?)
Печать Лугвена Ольгердовича, князя Мстиславского, 1395 год

Великокняжеские гербы
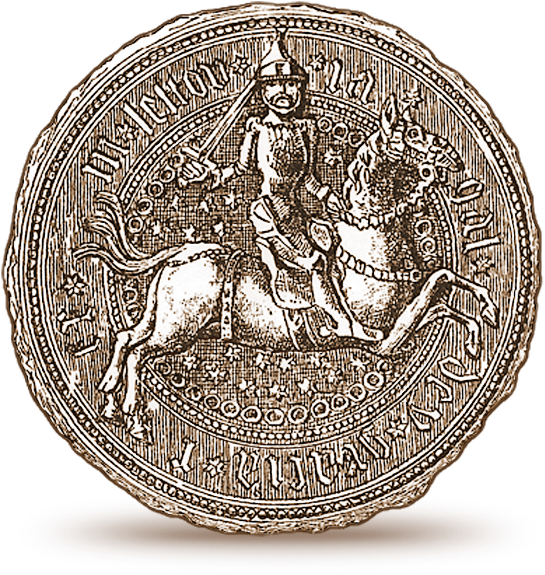
Печать Ягайло, 1380 год
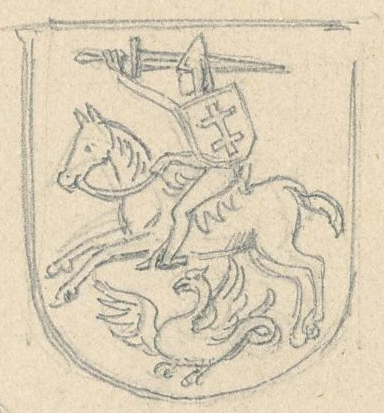
С печати Ягайло, 1388
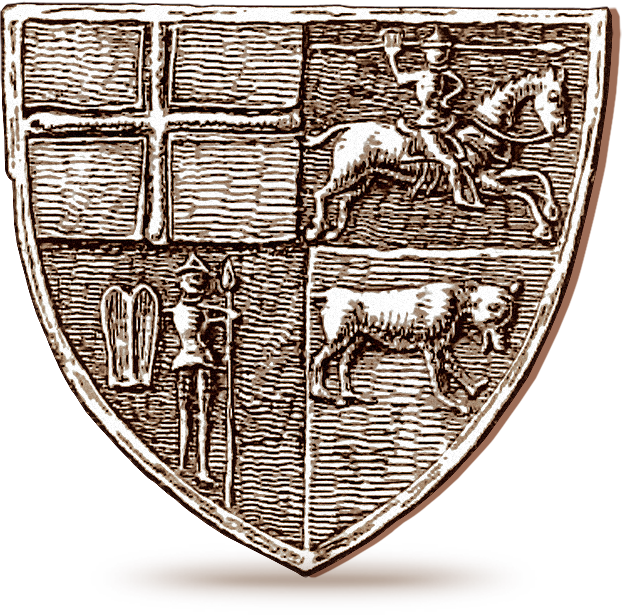
Герб с печати Витовтa. 1404 г.
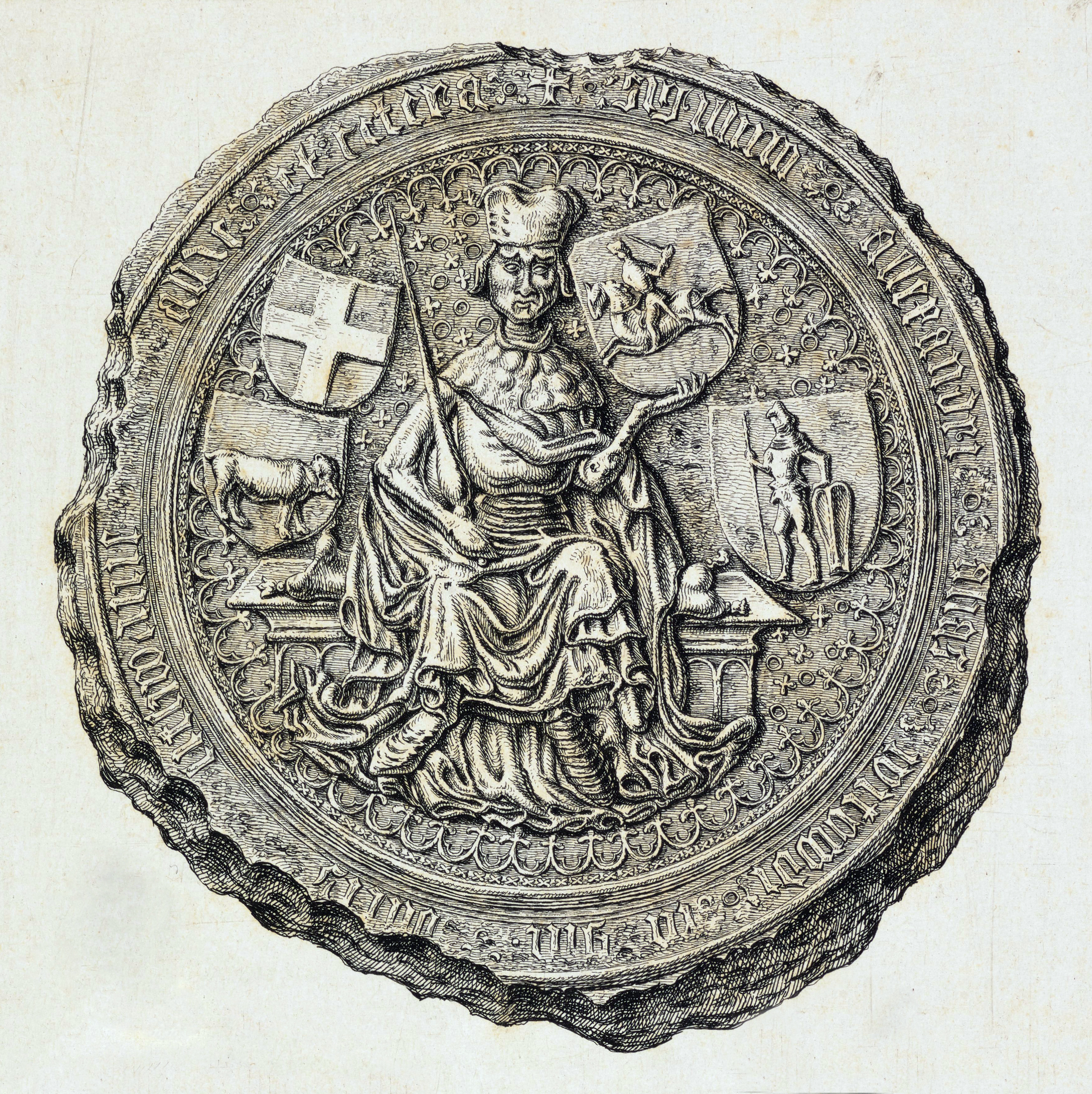
Тронная печать Витовта 1407 г.
Всадник с печати великого князя литовского Сигизмунда Кейстутовича, 1432 год
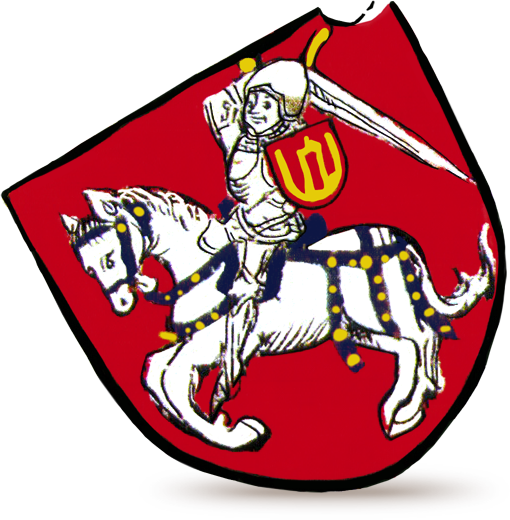
«Погоня» в гербовнике Кодекс Бергшамара, около 1435 года
Герб «Погоня» на могильной плите Ягайло. 1435
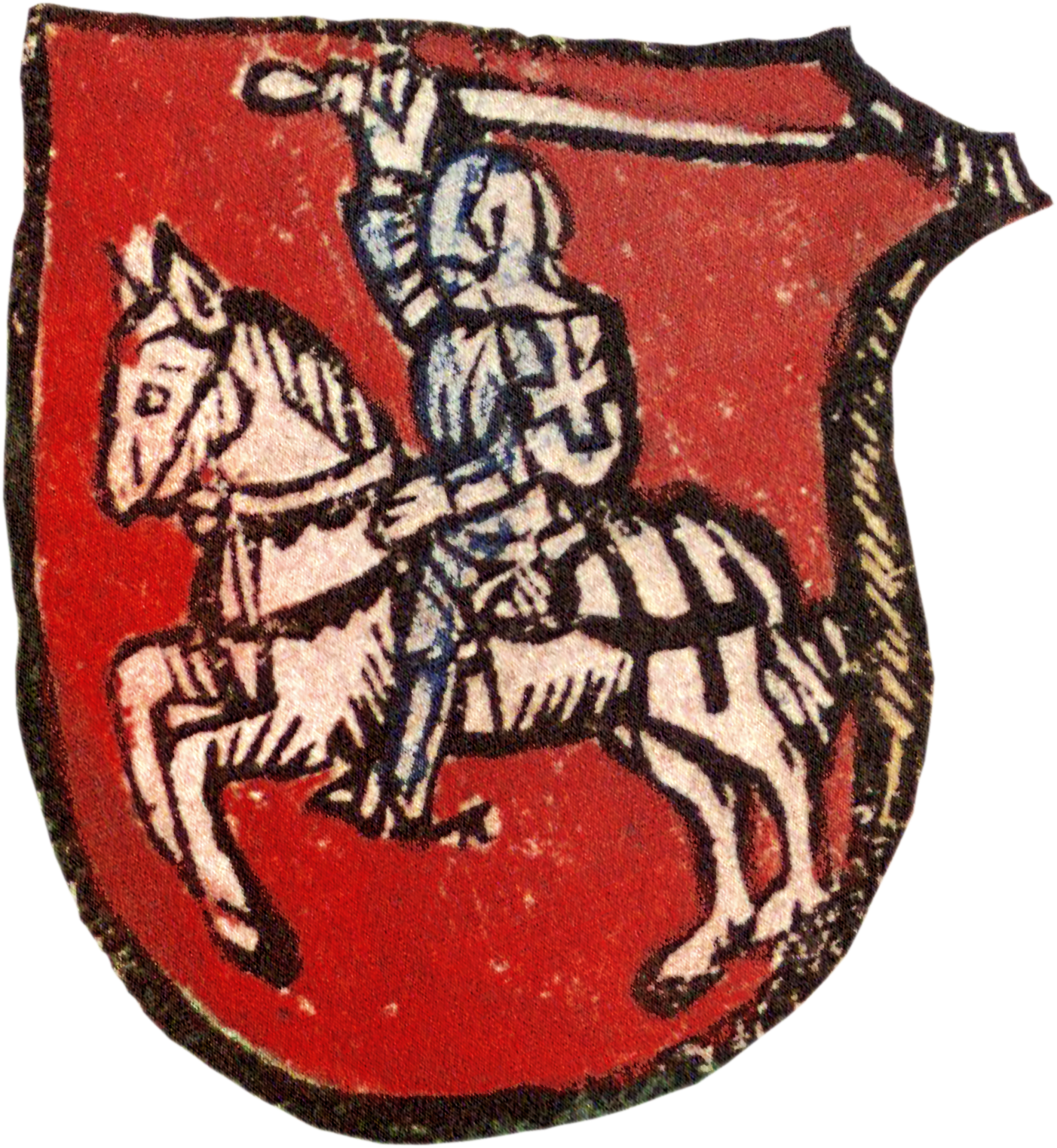
Герб "Погоня" из статута Яна Лаского. 1506 год.
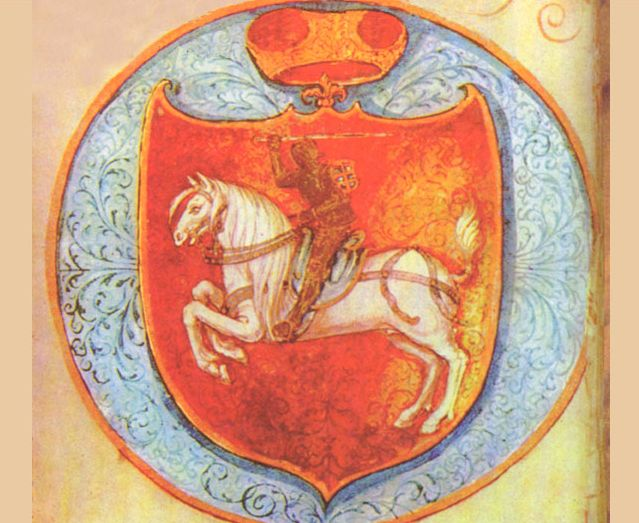
Герб в латинском переводе первого статута. 1531 г.
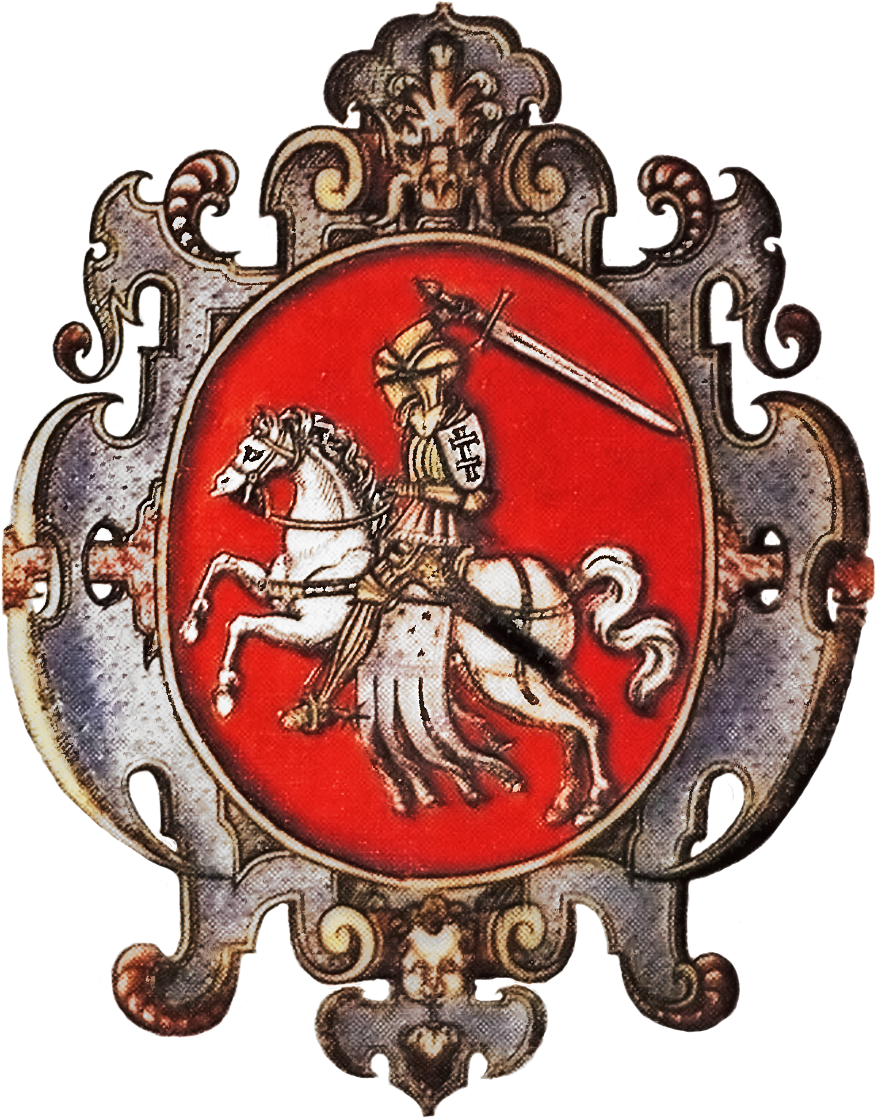
Герб ВКЛ из гербовника Эразма Камина, 1575
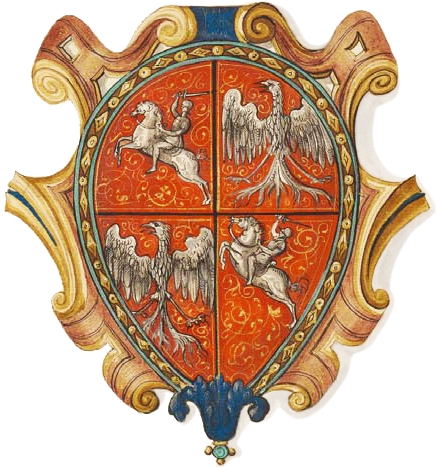
Погоня была частью герба Речи Посполитой
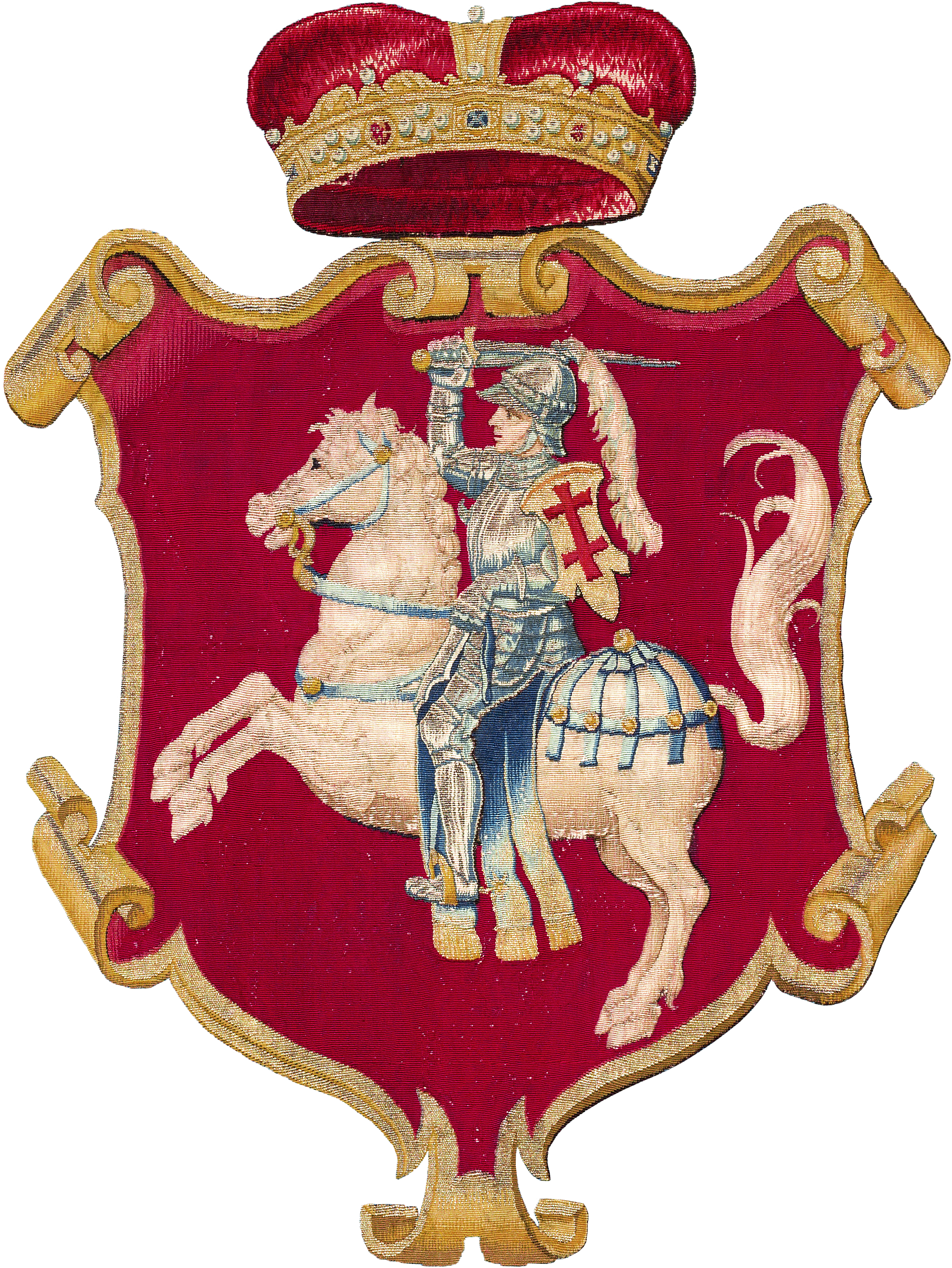
Герб с гобеленов[пол.] из королевского замка[пол.] в Кракове. 1555 г.
Герб ВКЛ. 1581 г.
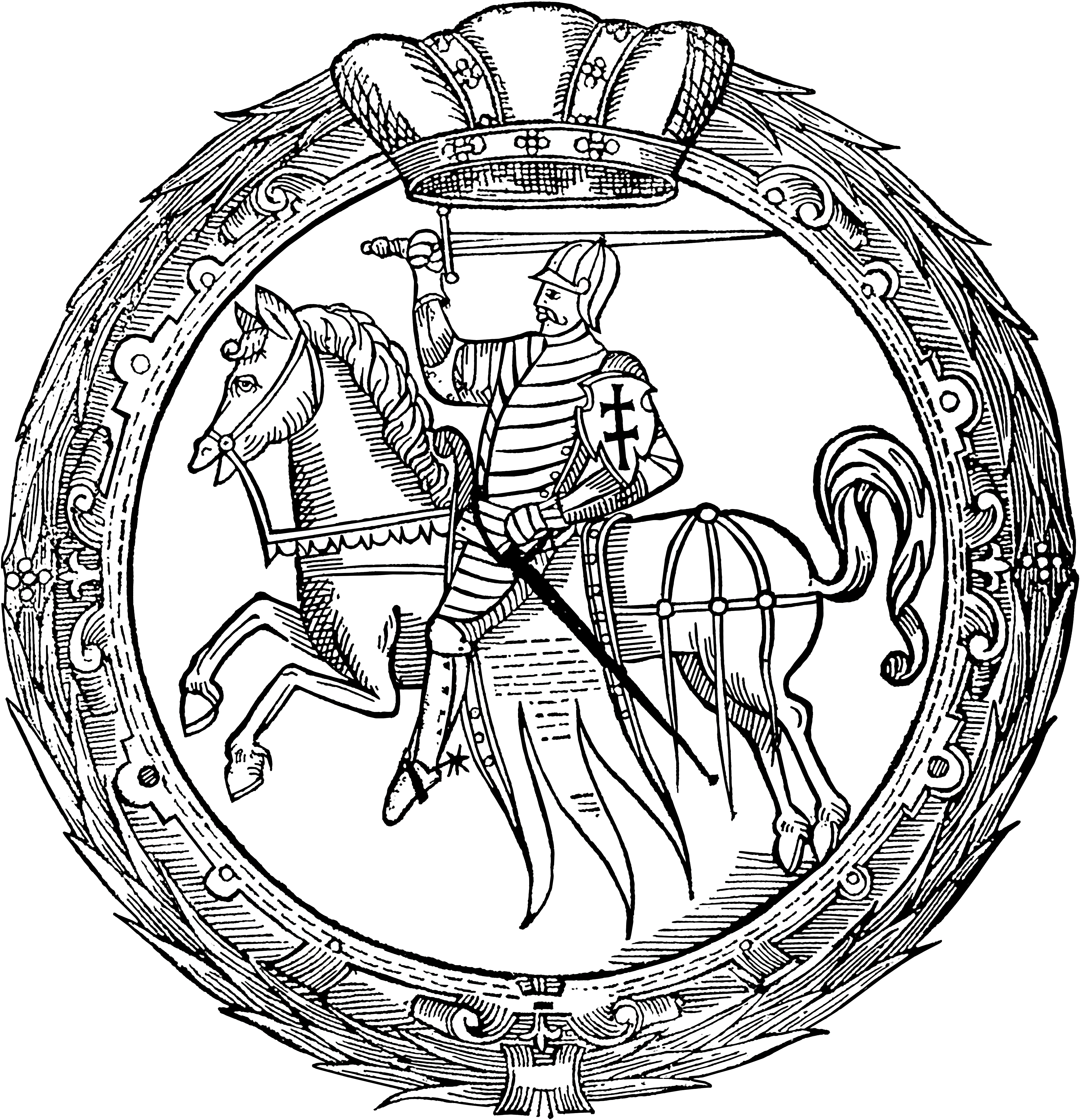
Герб из Статута ВКЛ 1588 года
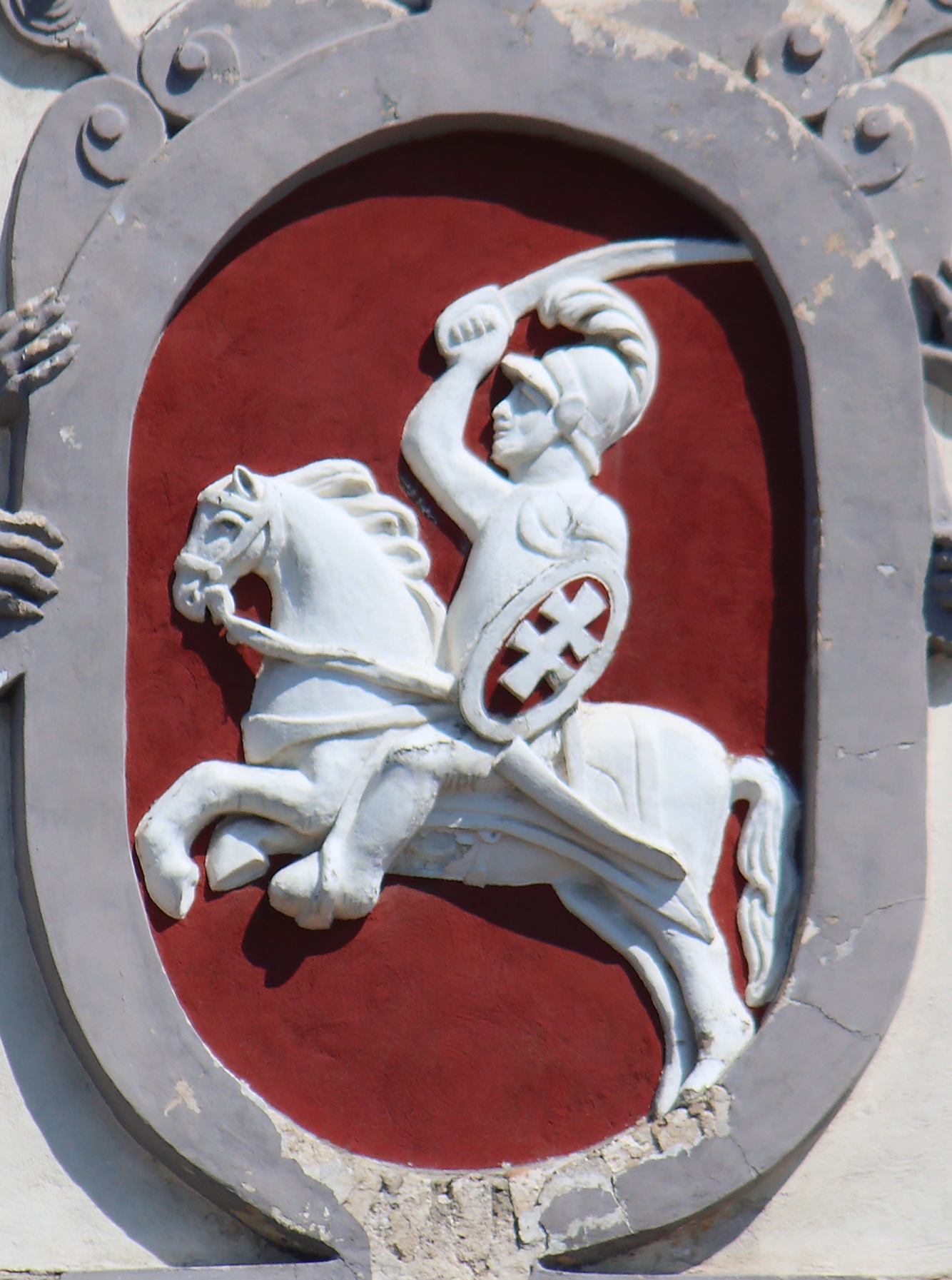
Герб с ворот города Вильна «Острая брама». Конец XVI — начало XVII веков.
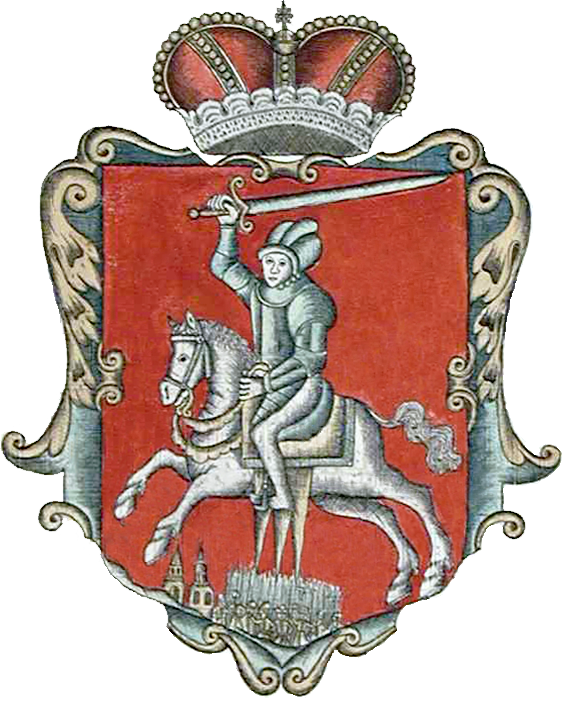
Герб ВКЛ из Царского титулярника. 1672 г.
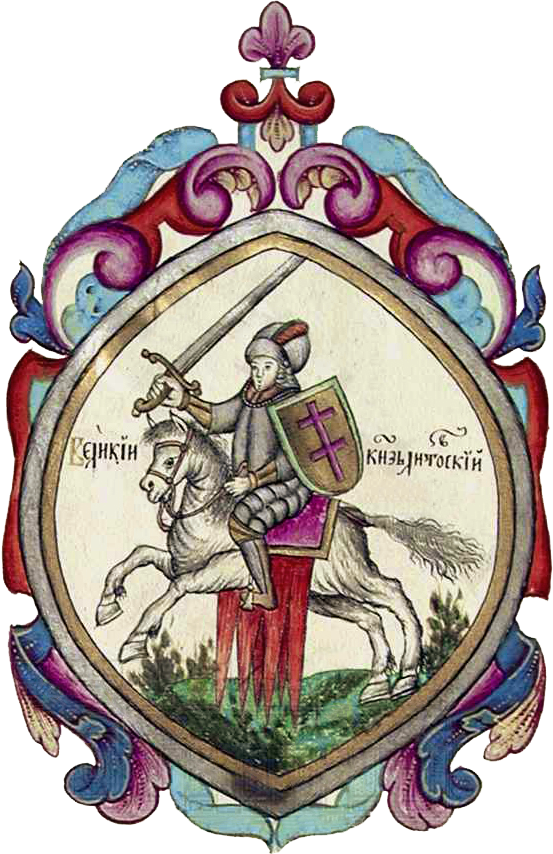
Герб Великого князя из Царского титулярника. 1672 г.

### Погоня на хоругвях воеводств и поветов

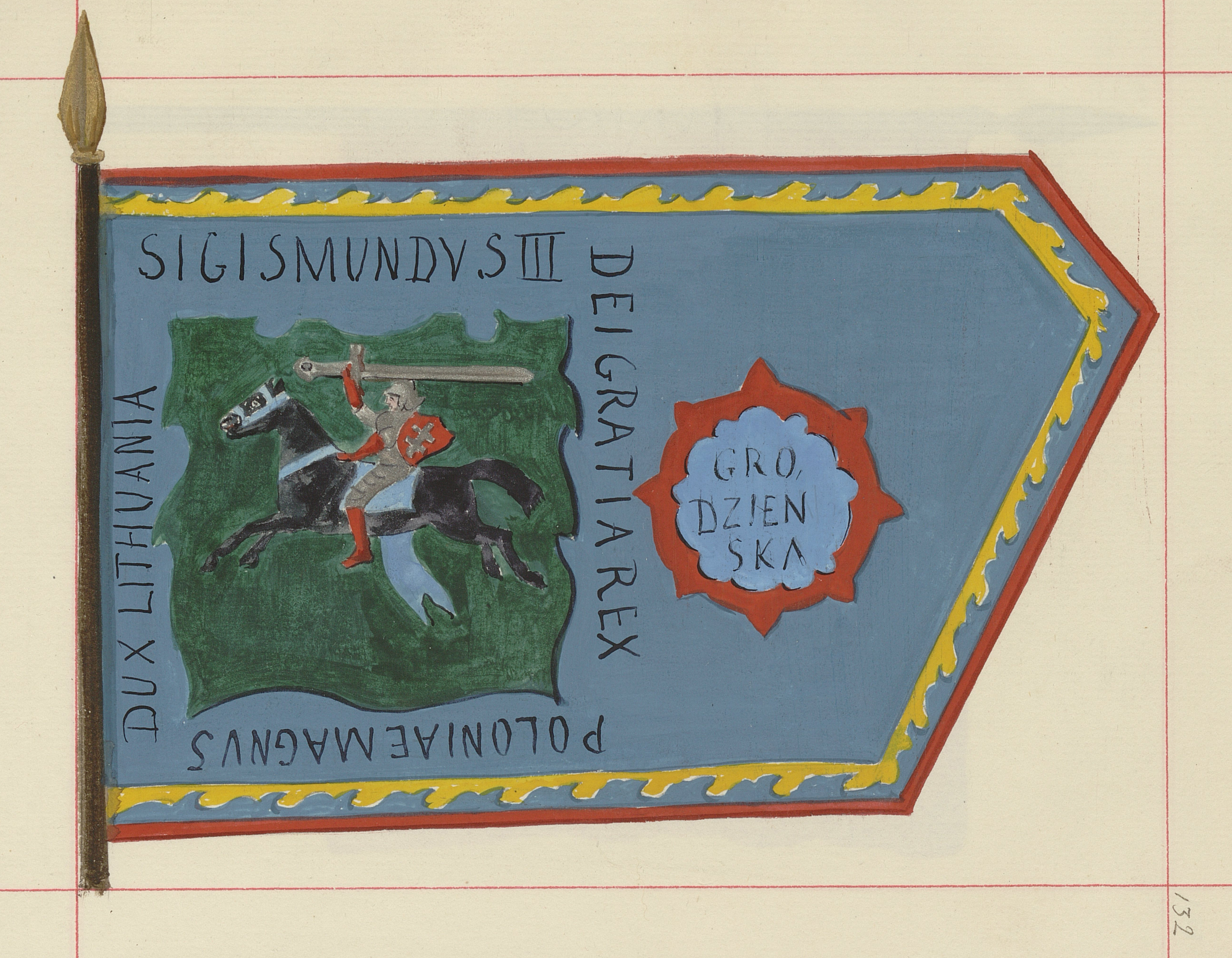
Хоругвь посполитого рушения Гродненского повета.

Статутом Великого княжества Литовского 1566 года было установлено, что все воеводства на хоругвях имеют великокняжеский герб «Погоню». При этом точного однозначного описания этих гербов не существуют. В зависимости от времени и автора, изображение могло отличаться как по форме конской попоны, так и по вооружению всадника. Также существуют различные цветовые решения цветов щита, доспехов, коня и креста на щитке всадника. Однако, в Статуте 1566 года говорится о погоне не как о земельном, а как о государственном гербе ВКЛ. Статья Статута может свидетельствовать о процессе унификации гербов на хоругвях воеводств и уездов ВКЛ накануне унии с Польским Королевством. Аналогичная ситуация была и с печатями поветов. Раздел 4 (статья 10) Статута предписывал использовать на земских печатях поветов ВКЛ «Погоню»: «даём под гербом того барства нашего Великого Княжества Литовского, погонею, печать до кождого повета».
Разные версии «Погони» использовались на хоругвях воеводств Великого княжества Литовского — Виленского, Полоцкого, Новогрудского (двойной герб), Витебского, Минского, Берестейского, Подляшского, Мстиславского, Трокского. «Малая Погоня» присутствовала в гербах Хелмненского воеводства и Королевской Пруссии.

Гербы с «Погоней» для хоругвий воеводств после 1566 года. Рисунки 1720 года
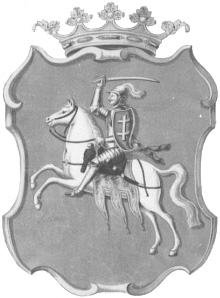
Мстиславское
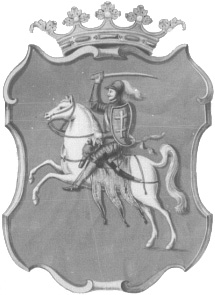
Берестейское
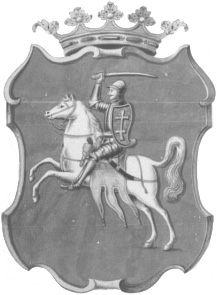
Витебское
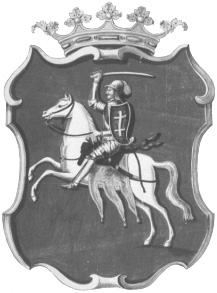
Минское
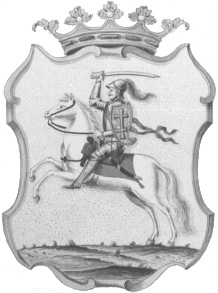
Полоцкое
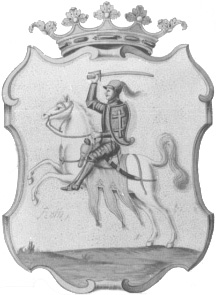
Подляшское
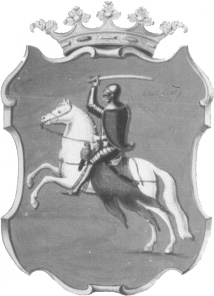
Трокское

### В составе Российской империи
После присоединения в 1772—1795 годах территории бывшего Великого княжества Литовского к Российской империи земли современной Беларуси и Виленского края символизировало древнее изображение «Погони», бывшее гербом княжества. На Большом государственном гербе Российской империи, утверждённом в 1882 году, имелся щит «соединённых гербов Княжеств и Областей Белорусских и Литовских», на котором были помещены несколько гербов с «Погоней» (герб Великого княжества Литовского, а также Белостокский, Витебский и Полоцкий гербы), медведь (герб Самогитский) и красный волк (герб Мстиславский).
«Погоня» была на гербе, размещённом на знамени Белорусского гусарского полка (1776—1783 годы), на гербах Полоцкой, Гродненской, Витебской и Виленской губерний, а также Белостокской области и на гербах многих городов бывшего Литовского княжества.
В Российской империи начиная с официального описания герба Великого княжества Литовского в составе Большого герба Российской империи 1856 года на щите всадника «Погони» вместо шестиконечного креста был указан восьмиконечный православный. В Российской империи классическим гербом Великого княжества Литовского считался красный щит с серебряным всадником, заносящим меч, на серебряном на щите всадника красный восьмиконечный крест.

Погоня в Российской империи
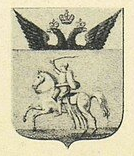
Герб на знамени Белорусского гусарского полка с 1776 по 1783 год
Герб Полоцкой губернии и Полоцка, 1781 г.
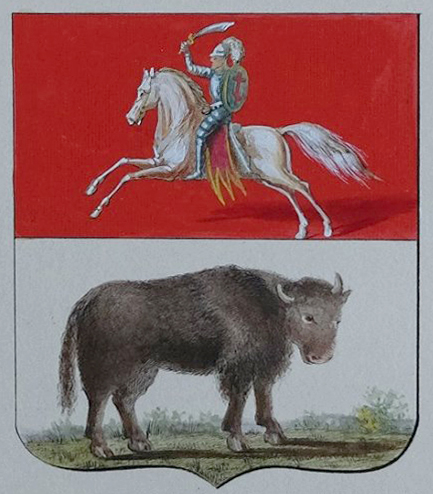
Герб Гродненской губернии. 1802 г.
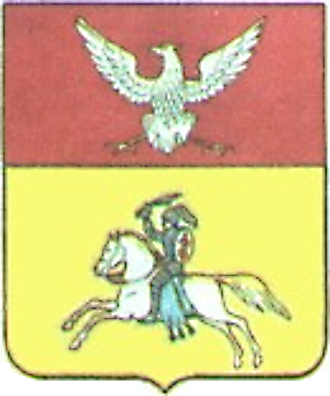
Герб Белостокской области. 1842 г.
Герб Витебской губернии с 1856 года
Герб Виленской губернии с 1878 года
Щит с «гербами Княжеств и Областей Белорусских и Литовских» из Большого герба Российской империи, 1882 г.
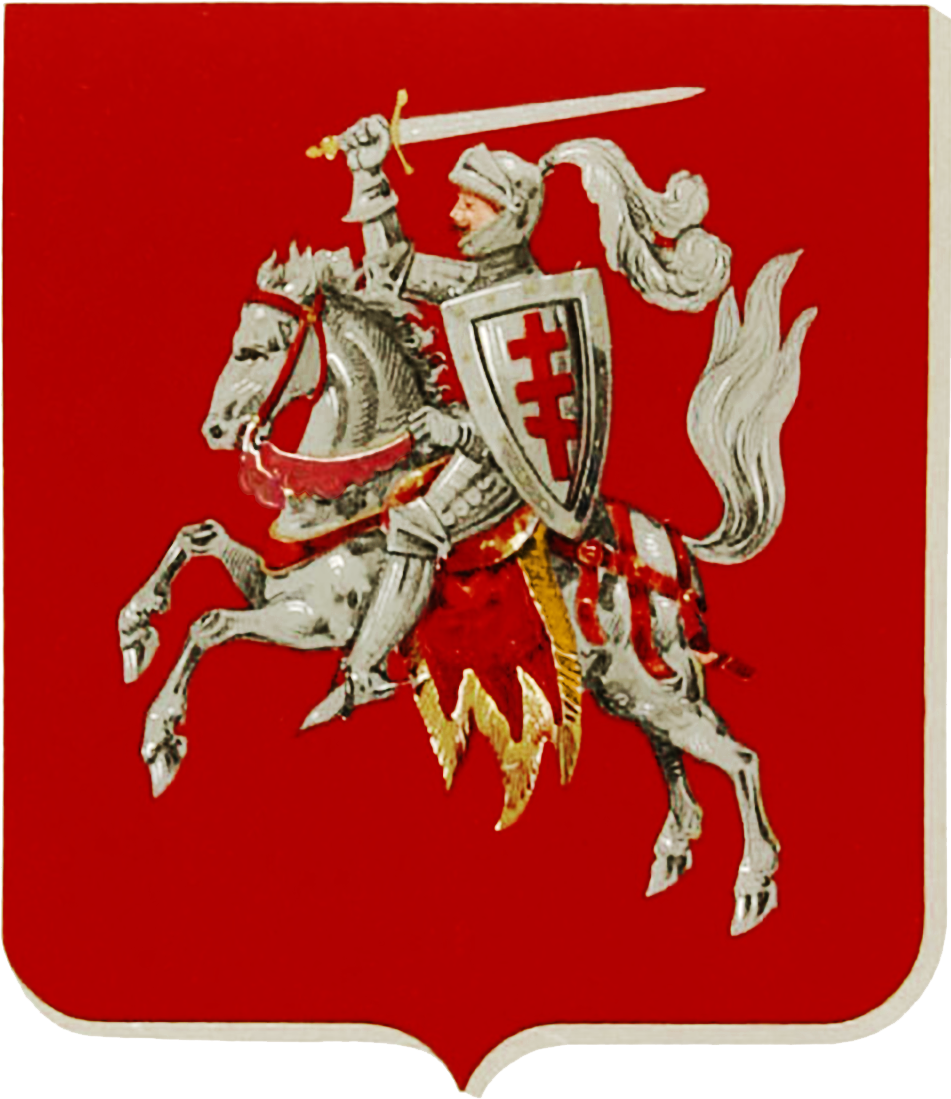
Герб Литовского княжества из Гербовника В. Дурасова, 1907 г.
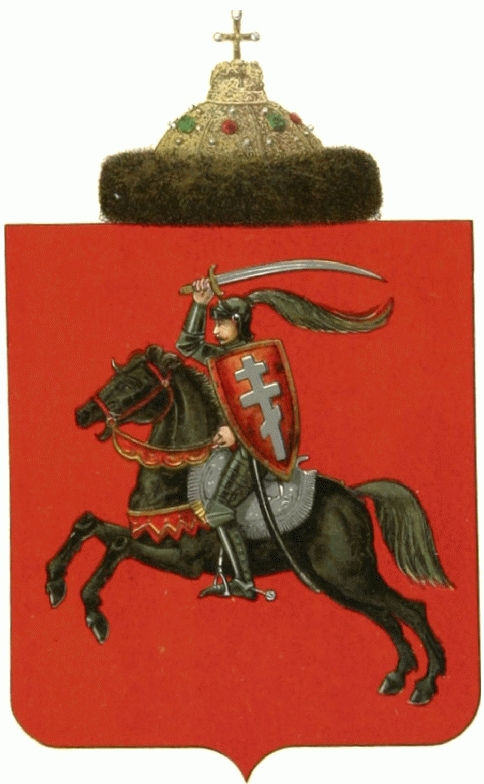
Герб Полоцкого княжества из Гербовника В. Дурасова, 1906 г.
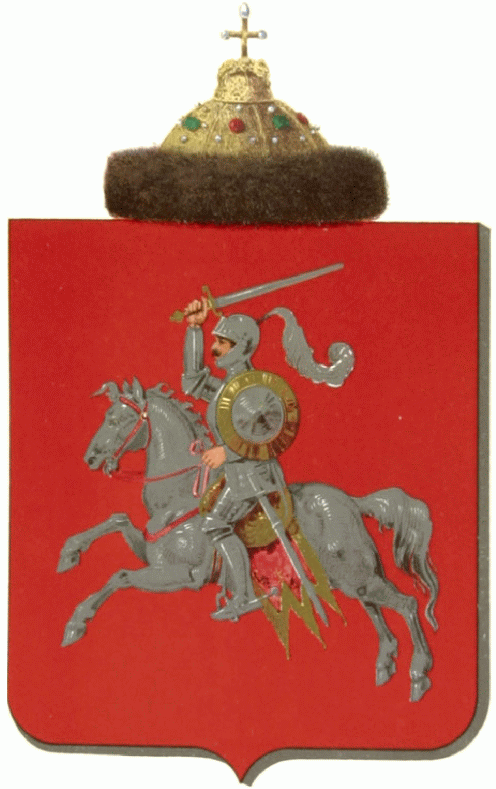
Герб Витебского княжества из Гербовника В. Дурасова, 1906 г.

Гербы городов Российской империи
Герб Полоцка, 1781
Герб Витебска, 1781
Герб Дриссы, 1781
Герб Городка, 1781
Герб Динабурга, 1781
Герб Люцина, 1781
Герб Невеля, 1781
Герб Режицы[32][33][34], 1781
Герб Себежа, 1781
Герб Суража, 1781
Герб Могилёва, 1781
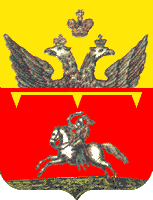
Герб Черикова, 1781
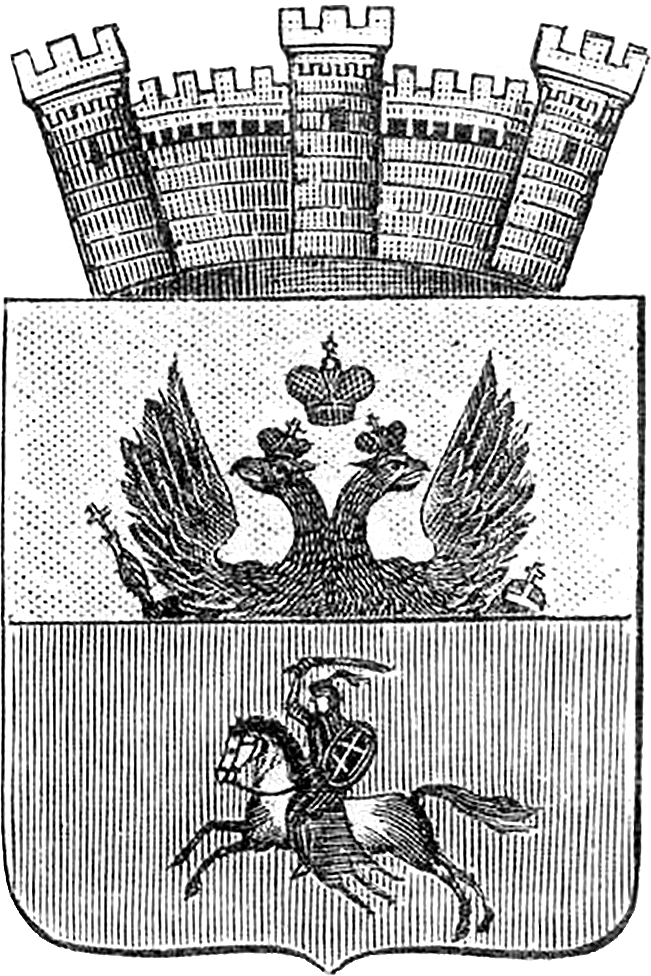
Герб Лепеля, 1852

### Белорусская Народная Республика
После Февральской революции национально настроенная интеллигенция стала добиваться автономии на территории с преобладанием белорусов. После Октябрьской революции бо́льшая часть территории Беларуси была оккупирована Германией, на оккупированной территории 25 марта 1918 года представители нескольких национальных движений объявили о создании независимой Белорусской Народной Республики (БНР).
Первоначальной символикой БНР стали революционные символы — атрибуты крестьянской трудовой деятельности: сноп, грабли и коса. Именно они были на печати Народного секретариата Беларуси, которой заверялись первые официальные документы республики. Однако, многие деятели БНР видели в ней продолжение традиций ВКЛ и считали, что гербом республики должен стать герб Великого княжества Литовского.
В феврале 1918 года белорусские деятели, находящиеся в Вильно, провозглашают создание виленской Белорусской Рады во главе с Антоном Луцкевичем. Новая организация избирает своим гербом «Погоню».
В апреле 1918 года находящийся в Киеве известный белорусский общественный деятель, историк и этнограф Митрофан Довнар-Запольский настаивал, чтобы гербом БНР стала «Погоня». За замену символики БНР также ратовал руководитель Минского народного представительства Роман Скирмунт.
15 мая 1918 года Рада Белорусской Народной Республики утвердила герб «Погоня» в качестве государственного герба.
После капитуляции Германии и отвода германских войск с территории современной Беларуси, правительство БНР эмигрировало на Запад, где продолжало использовать Погоню, как герб республики.

Первоначальная печать правительства БНР
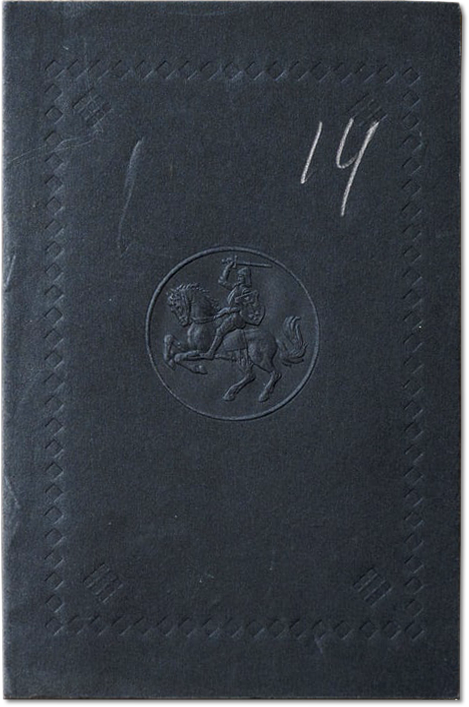
Обложка паспорта гражданина БНР 1918—1919
Прорисовка с обложки паспорта
Герб с внутренних страниц паспорта

### Западная Беларусь и эмиграция
В период попыток создания белорусской армии при Войске Польском был разработан проект униформы. В 1920 году были введены формы с размещенными на погонах знаками «Погони» и кокардами с «Погоней» на фуражках.
«Погоня» стала символом отчизны для белорусских диаспор за границей. Под этим символом Бронислав Тарашкевич возрождал Товарищество белорусской школы (1921—36).
Погоня была частью белорусского Космоса у художника и этнографа Язепа Дроздовича. После советско-польской войны и последовавшего Рижского мира (1921) территория Беларуси была разделена между Польшей и Белорусской ССР. В Западной Беларуси «Погоня» использовалась как национальный символ: в белорусских школах, гимназиях, национальных обществах, на митингах. В эмиграции продолжались поиски вариантов герба. В начале 1930-х годов белорусские эмигранты в Чехословакии В. Русак и А. Жук предложили проект герба, в котором совместили всадника с личным гербом Франциска Скорины (сочетание солнца с месяцем).

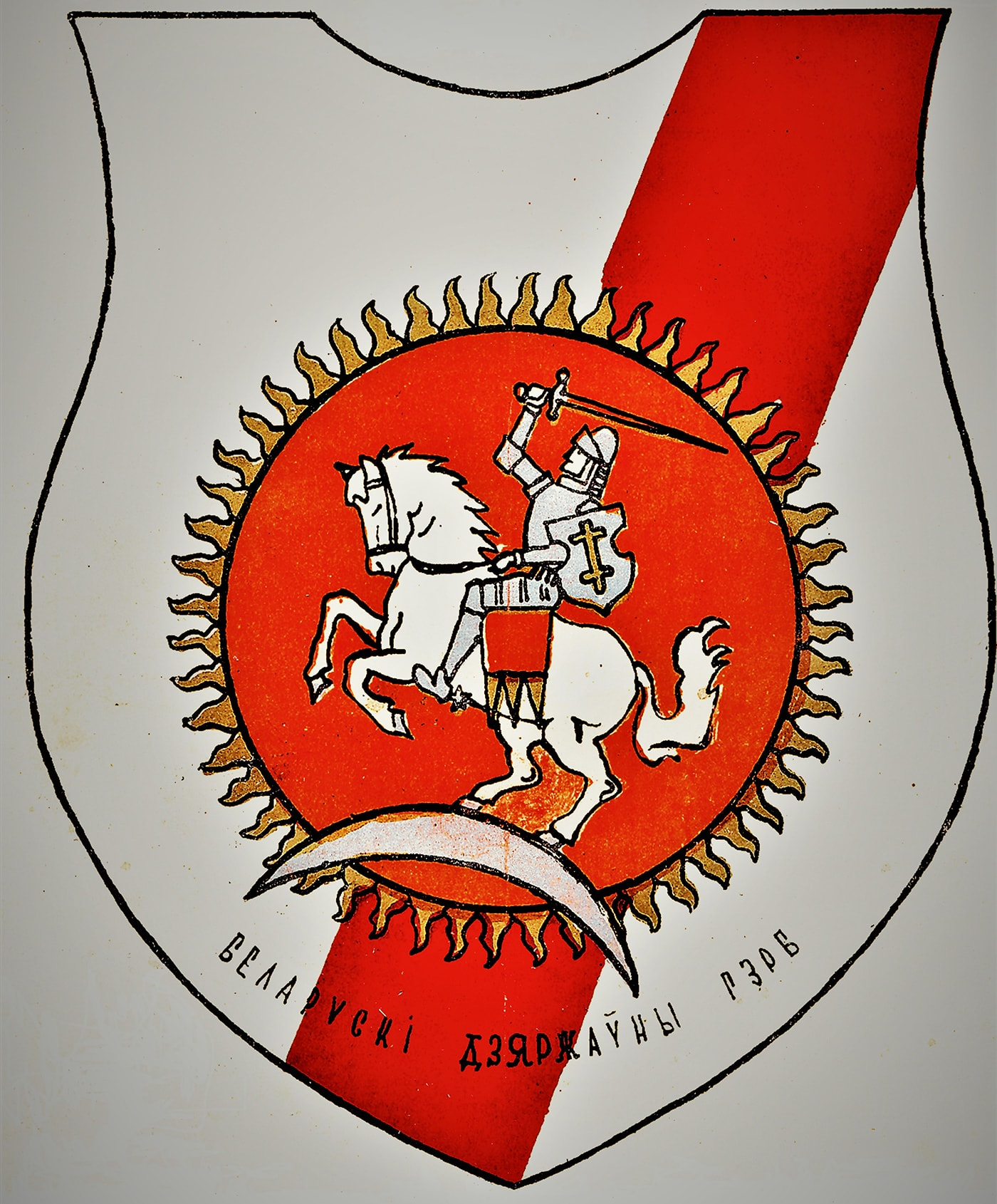
Проект В. Русака[бел.] и А. Жука. 1930-е
Герб Франциска Скорины
Герб на почтовой марке, изданной Радой БНР, 1950-е
Герб из книги белорусской эмиграции в Лондоне. 1971

### Во время нацистской оккупации

Печать коллаборационистской Белорусской центральной рады 1943—1944 гг.

Во время Великой Отечественной войны немецкие оккупанты позволили использовать местные символы на захваченных землях. В документе, зарегистрированном 27 июня 1942 года у генерал-комиссара Вильгельма Кубе, было заявлено, что под белорусской национальной символикой имеется в виду «Погоня» и бело-красно-белый флаг. Использование указанных символов белорусскими коллаборационистами стало одной из причин неприятия этих символов, как связанных с предательством, в последующие послевоенные десятилетия.

### Годы Советской власти
1 января 1919 года Временное революционное правительство провозгласило образование Социалистической Советской Республики Белоруссия (ССРБ) в составе РСФСР. 31 января 1919 года ССРБ вышла из состава РСФСР и со временем была переименована в Белорусскую Социалистическую Советскую Республику.
Конституция ССРБ 1919 года в ст. 31 описывала герб Советской Белоруссии:
золотые серп и молот на красном фоне в лучах восходящего солнца, вокруг — венец из колосьев и надписи: «Социалистическая Советская Республика Белоруссия» и «Пролетарии всех стран, соединяйтесь!
Фактически это было описание герба РСФСР с заменой названия республики.

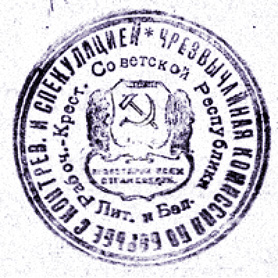
Герб на печати ЧК Литбела. 1919 г.

После наступления польских частей на белорусские и литовские земли в начале 1919 года Первый съезд Советов Белоруссии и Первый съезд Советов Литвы приняли Декларации о слиянии республик, в результате чего образовалась Литовско-Белорусская Советская Социалистическая Республика (Литбел) со столицей в Вильне. В проекте Конституции ССР Литвы и Белоруссии было повторено описание государственного герба РСФСР с тем лишь отличием, что надписи «Литовско-Белорусская Советская Социалистическая Республика» и «Пролетарии всех стран, соединяйтесь!» предусматривалась на пяти языках: белорусском, литовском, польском, еврейском и русском (герб состоит «…из изображения на красном фоне в лучах солнца золотых серпа и молота, помещеных крест-накрест рукоятками книзу, окруженных венком из колосьев с надписью на пяти языках: литовском, польском, еврейском, русском и белорусском: „Литовско-Белорусская Советская Социалистическая Республика“»). После того, как польские войска заняли Вильню (19 апреля 1919 г.), а затем часть территории Беларуси, включая Минск (8 августа 1919 г.), история Литбела фактически прекращается.
31 июля 1920 года произошло второе провозглашение БССР. Герб использовался аналогичный гербу РСФСР 1920 года, поэтому для отличия добавили буквы «Б. С. С. Р.», а на ленте надпись на белорусском — «Пролетарыі усіх краеў, злучайцеся!» с бел. — «Пролетарии всех стран, соединяйтесь!».
30 декабря 1922 года РСФСР, Украинская ССР, Белорусская ССР и ЗСФСР подписали Договор об образовании СССР. В 1926 году был принят новый герб БССР. Из Конституции 1927 года: «Государственный герб Белорусской Социалистической Советской Республики состоит из изображения на красном фоне в лучах восходящего солнца серпа и молота, помещенных крест-накрест рукоятками книзу и окруженных венком, состоящим слева из ржаных колосьев, переплетенных клевером, и справа — из дубовой ветки; внизу между обеими половинами венка находится часть земного шара. Обе половины венка перевиты красной лентой, на которой помещены надписи на белорусском, еврейском, русском и польском языках: „Пролетарии всех стран, соединяйтесь!“ и ниже — инициалы БССР. На верху герба имеется пятиконечная звезда».
В августе 1938 года был утверждён новый вариант герба БССР, в соответствии с рекомендациями Комиссии при Президиуме ВС СССР девиз стал изображаться лишь на двух языках, белорусском и русском, дубовая ветвь была заменена колосьями ржи, переплетёнными льном. Рисунок переработал В. В. Волков. Указом Президиума ВС БССР от 20 ноября 1938 года был уточнён перевод на белорусский язык девиза, он стал читаться как: «Пролетарыі усіх краін, еднайцеся!» с бел. — «Пролетарии всех стран, соединяйтесь!», также были внесены поправки в рисунок (изменена группировка солнечных лучей).
В 1958 году была принята последняя редакция герба БССР, касающаяся надписей на белорусском языке: «Пралетарыі ўсіх краін, яднайцеся!» с бел. — «Пролетарии всех стран, соединяйтесь!». В 1981 году серп и молот стали золотыми.

Герб Советской Социалистической Республики Белоруссия 1919 года
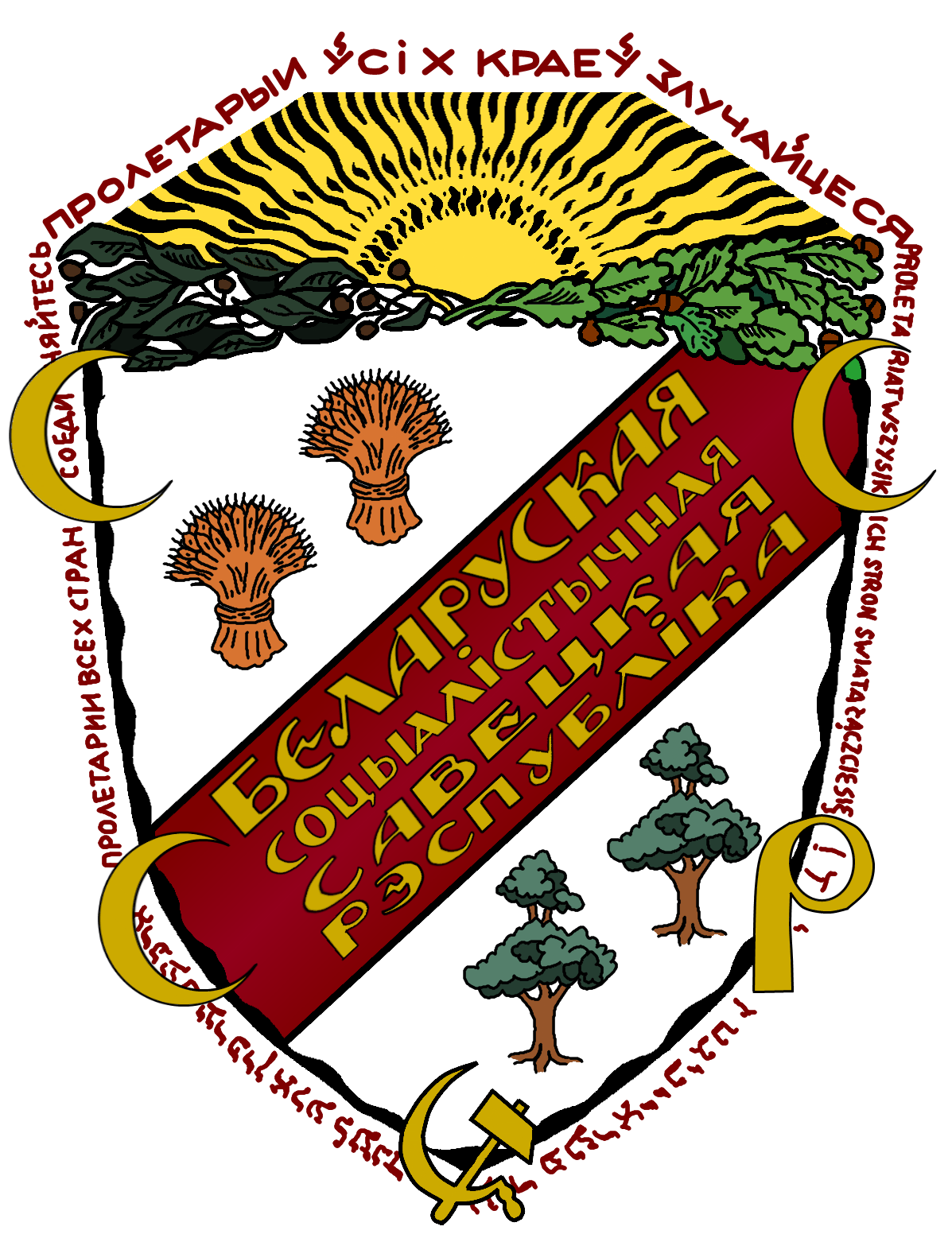
Проект герба БССР, предложенный Г. Змудинским[бел.] , 1924 г.
Герб БССР 1927—1937 гг. Девиз «Пролетарии всех стран, соединяйтесь!» на четырёх языках — белорусском, русском, польском и идиш
Герб БССР 1937—1938 гг. Ржаные колоски стали толще, серп и молот — серебряными
Герб БССР 1938—1949 гг. Исчезли девизы на польском языке и идише. Лён изображен в виде коробочек с семенами
Герб БССР 1949—1958 гг.
Герб БССР 1958—1981 гг. Последний раз уточнялись слова «пралетарыі» и «яднайцеся»
Герб БССР 1981—1991 гг. Серп и молот стали золотыми

### После обретения независимости
После распада СССР в соседних Беларуси и Литве с 1990 по 1992 год произошла череда внесений изменений и поправок в государственные геральдические символы, связанная с переосмыслением собственного положения в изменившемся мире. Оба государства, и Республика Беларусь, и Литовская Республика, декларировали преемственность своей государственности Великому княжеству Литовскому, поэтому государственные гербы обеих республик были разработаны на основе герба Великого княжества Литовского.

#### Литва

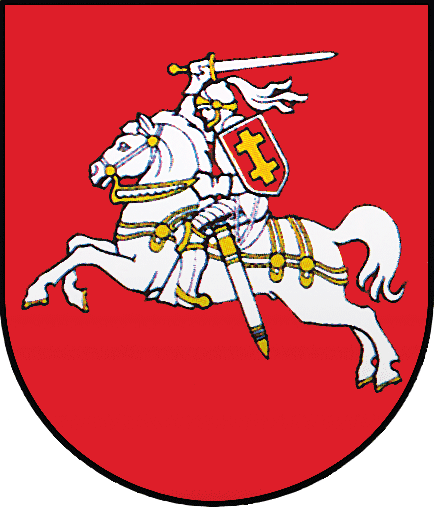
Герб Литвы 1990—1991 годов. Художник В. Юрявичюс. Эталон Ю. Зикараса.

10 апреля 1990 года был принят закон «О Государственном Гербе Литвы» (№ I-130). В нём герб был впервые описан а также, установлены цвета и эталон:

В червленом поле серебряный всадник в латах над головой держит поднятый серебряный меч. У левого плеча всадника червленый щит с двойным золотым крестом. Рукоять меча и крепления ножен, шпора, удила, подковы, ремни и их украшения золотые.
17 мая 1990 года постановлением президиума Сейма (№ I-218) были утверждены графические интерпретации герба, эталоны государственных печатей, и уточнен цветовой эталон герба, выполненный Валдасом Юрявичюсом на основании эталона Ю. Зикараса.
4 сентября 1991 года поправкой к закону Литовской Республики № I-1751 и постановлением Сейма № I-1752 в изображение Погони были внесены изменения шраффировок. В частности, предписывалось окрашивать щит всадника, попону и упряжь в лазоревый (синий) цвет:

Герб Литовского государства — Витис: в красном поле гербового щита всадник в белых (серебряных) доспехах на белом (серебряном) коне, держащий в правой руке поднятый над головой белый (серебряный) меч. На левом плече всадника висит синий щит с двойным жёлтым (золотым) крестом. Седло, чепрак, узда и подпруга коня синие. Рукоять меча, удила узды, стремена, шпоры, ножны и металлические крепления сбруи коня жёлтые (золотые).
Оригинальный текст (лит.)
Lietuvos valstybės herbas yra Vytis: herbinio skydo raudoname lauke vaizduojamas baltas (sidabrinis) šarvuotas raitelis ant balto (sidabrinio) žirgo, laikantis dešinėje rankoje virš galvos iškeltą baltą (sidabrinį) kalaviją. Prie raitelio kairiojo peties kabo mėlynas skydas su dvigubu geltonu (auksiniu) kryžiumi. Žirgo balnas, gūnia, kamanos ir diržai mėlyni. Kalavijo rankena, kamanų žąslai, balno kilpa ir pentinas, makšties bei žirgo aprangos metaliniai sutvirtinimai ir pasagos geltoni (auksiniai).

Помимо закрепления шраффировок законом от 4 сентября 1991 года был принят новый (современный) эталон герба авторства Арвидаса Каждайлиса.

#### Беларусь
19 сентября 1991 года после провала «августовского путча» в Москве, и спустя 15 дней после внесения изменений в Закон о Гербе Литовской Республики Верховный Совет БССР утвердил новый герб — «Погоню», фактически восстановив герб БНР и Великого княжества Литовского в качестве герба независимой Беларуси.
Официальное описание гласило:

Государственный герб Республики Беларусь «Погоня» является символом суверенитета Республики Беларусь, отражает исторический путь белорусского народа, многовековое существование и развития его государственности. Государственный герб Республики Беларусь — щит красного цвета с изображением погони белого (серебряного) цвета.
Изображение погони представляет собой вооруженного всадника верхом на коне в движении. В правой руке он держит горизонтально поднятый меч, в левой руке — щит, на белом поле которого шестиконечный золотой крест. С левой стороны у всадника ножны меча, из-под седла свисает трёхконечная попона".
Авторы: Евгений Кулик и Владимир Круковский.
Новая государственная символика была негативно воспринята частью белорусского общества, в том числе ветеранскими организациями, так как эти символы использовались оккупационной немецкой властью во время Великой Отечественной войны. В 1993 году депутат Верховного совета Беларуси А. Г. Лукашенко предлагал провести референдум о символике, но парламент не поддержал эту идею.

### Герб 1995 года
Став президентом, Александр Лукашенко инициировал процесс смены государственной символики. В марте 1995 года новый проект герба был направлен в Государственную геральдическую службу при Комитете по архивам и делопроизводству РБ. Он композиционно повторял герб БССР, но не имел звезды, серпа и молота в центре, а также девизов; венок был перевязан не красной, а красно-зелёной лентой. По рекомендации главы геральдической службы В. Носевича было решено добавить главную фигуру, так как герб выглядел «пустым». По предложению главы администрации президента Л. Синицына появился вариант с красной звездой вверху и картой Беларуси, как бы «летящей» в лучах солнца.
14 мая 1995 года состоялся инициированный президентом А. Г. Лукашенко общенациональный референдум, в котором, в частности, был вопрос о национальной символике. За предложенные варианты герба и флага проголосовало 75,1 % принявшего участие в референдуме (или 47 % имеющих право голоса). После опубликования результатов референдума президент 7 июня 1995 года издал Указ № 213 «Об утверждении эталона Государственного герба Республики Беларусь и Положения о Государственном гербе Республики Беларусь». Герб, согласно Положению, представляет собой зелёный контур Беларуси в золотых лучах солнца над земным шаром. Сверху контура находится пятиконечная красная звезда. Герб обрамляет венок из золотых колосьев, переплетённых справа цветками клевера, слева — льна. Колосья обвиты красно-зелёной лентой, на которой снизу сделана надпись золотом: «Рэспубліка Беларусь».
При этом в гербе была допущена «ботаническая» ошибка: цветы льна изображены шестилепестковыми, хотя должны быть пятилепестковыми. Ошибка исправлена художником В. Ляхором только в 2005 году при подготовке цветного и контурного эталонов герба.
Герб в золотых цветах изображен на штандарте Президента Беларуси, принятом в 1997 году.
5 июля 2004 года Законом РБ «О государственных символах Республики Беларусь» (№ 301-3) государственный герб был подтверждён. Описание герба содержится в статье 9 главы 3 указанного Закона.
В 2012 году герб Беларуси претерпел некоторые изменения, были незначительно изменены шрифт и оттенки цветов на изображении земного шара.
В начале 2020 года Министерство юстиции Республики Беларусь разработало поправки в закон о государственных символах, предусматривающие уточнение изображения национального герба, в том числе изменение изображения звезды в верхней части герба, которая в современном варианте носит «нежелательный воинственный характер», изменить изображения параллелей и меридианов.
Согласно статье 3 Закона Республики Беларусь от 5 июля 2004 года № 301-З «О государственных символах Республики Беларусь», эталон Государственного герба Республики Беларусь (многоцветный, двухцветный и одноцветный в графическом и объемном вариантах) хранится в Национальном архиве Республики Беларусь. Воспроизводимое изображение герба независимо от его размеров должно в точности соответствовать этим эталонам.
В Беларуси установлен государственный праздник — День Государственного флага Республики Беларусь и Государственного герба Республики Беларусь, который отмечается ежегодно во второе воскресенье мая.
В январе 2021 года утверждено новое изображение государственного герба. Само изображение герба осталось тем же, но изменились детали. Контур страны стал золотым вместо зелёного, изменились формы колосьев, клевера и льна. Изменился цвет материков на земном шаре — они стали тёмно-оранжевыми вместо синих. Сам шар немного развернулся, теперь на нём видна та часть Европы, в которой расположена Беларусь.

1995—2012
2012—2021
с 2021

## Отношение в обществе
Согласно проведённому в ноябре 2021 года опросу, положительно относятся к современному гербу и флагу 49 % опрошенных, к БЧБ флагу и гербу с погоней 26 %. При этом 25 % белорусов не отметили привязанности к каким-либо символам.

## Похожая символика
Поскольку современный герб Беларуси основан на советской символике, то он имеет сходства с другими гербами стран СНГ и бывшего соцблока.

Герб Приднестровья
Герб Гагаузии
Герб Таджикистана
Герб Узбекистана
Герб Северной Македонии
Герб КНДР
Герб Лаоса
Герб Китая
Герб Вьетнама